# بری (خواننده)
بری (به انگلیسی: Barei) (زاده ۲۹ مارس ۱۹۸۲) خواننده اسپانیایی است.
او در مسابقه آواز یوروویژن ۲۰۱۶ نماینده اسپانیا بود .